# Anteosaurus
Anteosaurus («reptil primitivo u original») es el nombre dado a un género extinto de terápsidos carnívoros. Vivió durante el Pérmico Medio (Capitaniense),entre hace 266-260 millones de años, en lo que actualmente es Sudáfrica. Se extinguieron hacia finales del Pérmico Medio. Anteosaurus era un sinápsido terápsido terrestre que se presume tenía un estilo de vida semi-acuático. Eran esencialmente carnívoros, pero se sabe que algunos eran herbívoros u omnívoros. Las características más notables del Anteosaurus son su talla y su cráneo angosto. Pesaba alrededor de 500 a 600 kg y medía entre 5 y 6 m de longitud. Los dientes son otra característica que identifica a Anteosaurus. Los dientes de la parte superior de la boca eran alargados y confinados en un grupo cerca de la fila externa de dientes. Los demás dientes son los grandes caninos y molares. Los Paleontólogos creen que la presencia de un engrosamiento en la parte superior de la cabeza superior, indica que se comportaba como los dinocéfalos, probablemente para proteger su territorio y para la lucha por el derecho a reproducirse. Esta característica indica que eran animales activos en tierra también.

## Descubrimiento

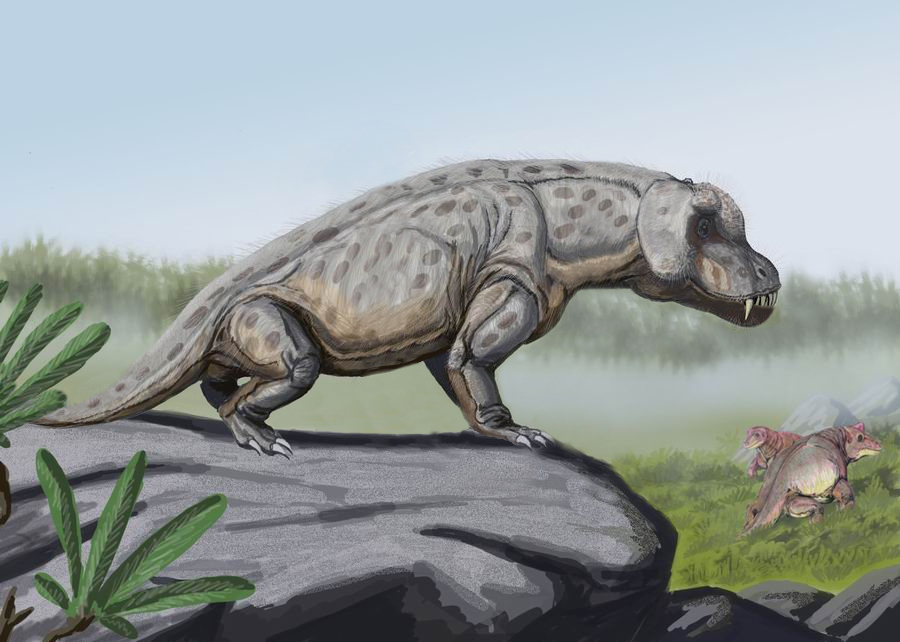
Recreación artística de Anteosaurus magnificus con paisaje.

El cráneo de un Anteosaurus joven se encontró en Sudáfrica, donde muchos fragmentos de cráneo de dinocéfalos también se descubrieron. Otros cuatro fueron encontrados en la región de Isheevo en Rusia. Anteosaurus fue el único depredador de la familia Anteosauridae en la zona templada del sur de África.

## Especies relacionadas
Los antepasados de los primeros terápsidos de finales del Pérmico incluyen Strathiocephalus y Tapinocaninus. Estos se clasifican por su cráneo reforzado, gran tamaño corporal y por ser herbívoros. Hay otros seis géneros de Tapinocephalus que están relacionados con Anteosaurus: Eccasaurus, Titanognathus, Dinosuchus, Micranteosaurus (considerado un mini-Anteosaurus debido a su tamaño pequeño) y Pseudanteosaurus. Existen 16 cráneos bien conservado de Anteosaurus, 10 de los cuales fueron designados como especies de Anteosaurus, y se distinguen por su tamaño y forma del cráneo, el tamaño, número y forma de los dientes. El cráneo primitivo y los caninos son una característica de Anteosaurus, que se transmitieron a sus descendientes posteriores, como Titanosuchidae, que en su mayoría cambiaron sus hábitos alimentarios para convertirse en herbívoros. Se sabe que Anteosaurus coexistió con Titanophoneus,  Doliosauriscus, en la región de Isheevo Rusia. La familia Anteosauridae reemplazó a Eotitanosuchidae, pero estos fueron a su vez sustituidos por los Gorgonópsidos.